# Tiberi Juli Sauromates
Tiberi Juli Sauromates (de nom llatí: Tiberius Julius Sauromates Philocaesar Philoromaios Eusebes grec antic: Τιβέριος Ἰούλιος Σαυροματης Φιλόκαισαρ Φιλορώμαίος Eυσεbής) va ser un rei del Bòsfor que va regnar de l'any 93 al 123, quan va morir.
Era fill de Rescuporis I, a qui va dedicar una estela l'any 93 on encara no s'anomena rei, però es qualifica comm a descendent d'Aspurge, de Posidó i d'Hèracles.
Podria ser que la seva dona es digués Pepepiris, reina que apareix en algunes monedes, però aquesta opinió és discutida per altres numismàtics.
Va regnar en temps dels emperadors Domicià (81-96), Nerva (96-98), Trajà (97-117) i Hadrià (117-138), i és conegut principalment a través d'inscripcions i per les seves monedes. El regnat de Sauromates I es va caracteritzar per la influència de l'Imperi Romà sobre el regne del Bòsfor, i això s'observa en l'evolució de les seves monedes on de vegades apareix el retrat de l'emperador,sobretot el de Trajà. entre els anys 98 i 102.
Durant el període següent, del 102 al 108, l'efígie imperial ja no està representada però el rei es proclama Philocaesar Philoromaios, és a dir, 'amic de Cèsar i dels romans'. Probablement hi va haver un cert rebuig del regne del Bòsfor a la implicació de Trajà en les guerres de Dàcia. Roma va incorporar el regne del Bòsfor dins de l'òrbita de la seva política i el rei es va veure obligat a concloure un tractat d'aliança amb Trajà.
Una mica després dels anys 110-111, Sauromates I va prendre els títols de gran rei, rei de reis i fins i tot gran rei de reis, que sens dubte, va deixar d'usar després del 112 una mica abans de la intervenció de Trajà a Orient.
En la seva Correspondència, Plini el Jove parla diverses vegades dels intercanvis epistolars cap a l'any 103 entre Sauromates o el seu enviat i Trajà, i diu que va enviar una ambaixada a l'emperador Hadrià, segurament als inicis del regnat d'aquest.